# 第58回有馬記念
第58回有馬記念（だい58かいありまきねん）は、2013年12月22日に中山競馬場で施行された競馬の競走である。この競走を最後に引退することを表明していた三冠馬・オルフェーヴルが圧勝し、有終の美を飾った。

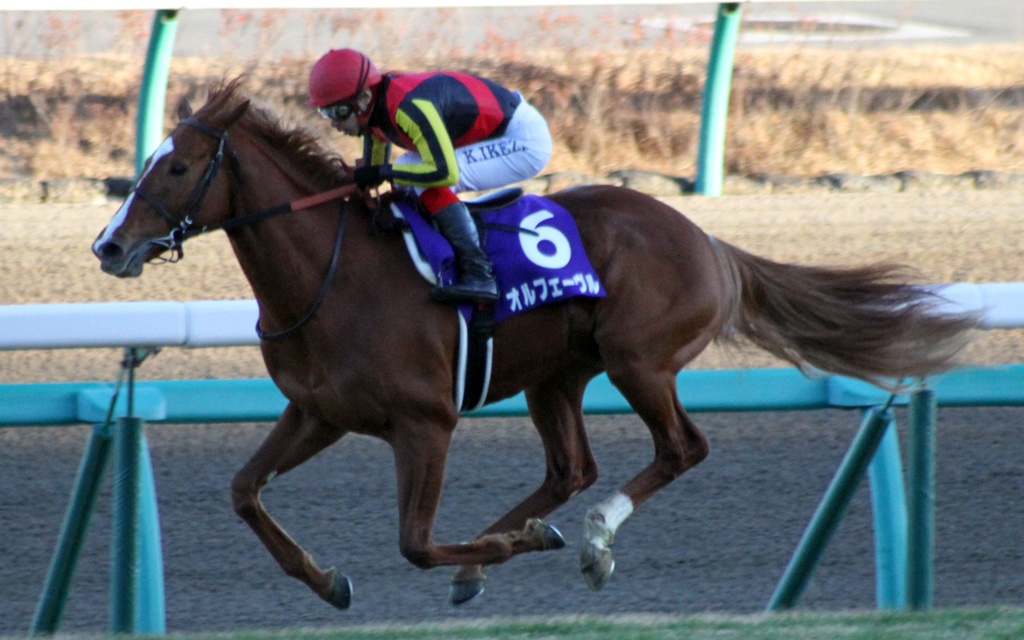
第58回有馬記念（優勝・オルフェーヴル）

## ファン投票の結果
11月16日から12月1日までファン投票が行われ、11月21日に第1回中間発表、11月28日に第2回中間発表、12月5日に最終発表が行われた。最終の有効投票総数は106万4233票だった。
以下の表において、出走馬は灰色の枠で表示する。
- 最終順位上位20頭[4][5][6][7][8]

| 最終順位 | 馬名               | 性齢 | 第1回 | 第1回 | 第2回  | 第2回 | 最終   | 出否 |
| 最終順位 | 馬名               | 性齢 | 票数  | 順位  | 票数   | 順位  | 票数   | 出否 |
| -------- | ------------------ | ---- | ----- | ----- | ------ | ----- | ------ | ---- |
| 1位      | オルフェーヴル     | 牡5  | 7,561 | 1     | 43,042 | 1     | 81,198 | 出走 |
| 2位      | キズナ             | 牡3  | 7,436 | 2     | 41,665 | 2     | 78,803 | 回避 |
| 3位      | ゴールドシップ     | 牡4  | 6,597 | 3     | 35,829 | 3     | 65,044 | 出走 |
| 4位      | ジェンティルドンナ | 牝4  | 5,770 | 4     | 32,475 | 4     | 55,534 | 回避 |
| 5位      | エイシンフラッシュ | 牡6  | 5,159 | 5     | 28,940 | 5     | 52,639 | 引退 |
| 6位      | メイショウマンボ   | 牝3  | 4,564 | 6     | 22,601 | 6     | 40,655 | 回避 |
| 7位      | トーセンラー       | 牡5  | 4,004 | 7     | 20,566 | 7     | 35,560 | 回避 |
| 8位      | エピファネイア     | 牡3  | 3,373 | 8     | 19,112 | 8     | 35,382 | 回避 |
| 9位      | フェノーメノ       | 牡4  | 3,296 | 9     | 18,582 | 9     | 34,998 | 回避 |
| 10位     | ジャスタウェイ     | 牡4  | 2,480 | 10    | 13,877 | 10    | 24,960 | 回避 |
| 11位     | ナカヤマナイト     | 牡5  | 1,638 | 12    | 10,320 | 11    | 20,026 | 出走 |
| 12位     | ロゴタイプ         | 牡3  | 1,661 | 11    | 9,298  | 12    | 17,627 | 回避 |
| 13位     | トーセンジョーダン | 牡7  | 904   | 24    | 6,994  | 17    | 16,622 | 出走 |
| 14位     | ウインバリアシオン | 牡5  | 1,581 | 14    | 7,219  | 15    | 16,414 | 出走 |
| 15位     | デニムアンドルビー | 牝3  | 613   | 31    | 6,512  | 20    | 15,212 | 回避 |
| 16位     | コディーノ         | 牡3  | 1,260 | 15    | 7,414  | 14    | 14,304 | 回避 |
| 17位     | トウケイヘイロー   | 牡4  | 1,597 | 13    | 7,827  | 13    | 13,698 | 回避 |
| 18位     | ルルーシュ         | 牡5  | 952   | 22    | 6,840  | 18    | 13,480 | 出走 |
| 19位     | ヴィルシーナ       | 牝4  | 1,196 | 16    | 7,020  | 16    | 13,336 | 回避 |
| 20位     | ロードカナロア     | 牡5  | 1,105 | 18    | 6,523  | 19    | 12,229 | 引退 |

- 最終登録を行った馬のうち、最終順位21位以下で100位までに入った馬の順位[8]

| 最終順位 | 馬名               | 性齢  | 第1回 | 第1回 | 第2回 | 第2回 | 最終   | 出否 |
| 最終順位 | 馬名               | 性齢  | 票数  | 順位  | 票数  | 順位  | 票数   | 出否 |
| -------- | ------------------ | ----- | ----- | ----- | ----- | ----- | ------ | ---- |
| 21位     | トゥザグローリー   | 牡6   | 1,104 | 20    | 6,223 | 21    | 12,035 | 出走 |
| 23位     | ダノンバラード     | 牡5   | 1,054 | 21    | 5,815 | 23    | 10,682 | 出走 |
| 28位     | アドマイヤラクティ | 牡5   | 530   | 35    | 4,427 | 28    | 8,522  | 出走 |
| 39位     | ヴェルデグリーン   | 牡5   | 532   | 34    | 2,310 | 39    | 4,336  | 出走 |
| 49位     | デスペラード       | 牡5   | 144   | 81    | 755   | 78    | 3,035  | 出走 |
| 64位     | タマモベストプレイ | 牡3   | 198   | 63    | 1,107 | 62    | 2,176  | 出走 |
| 76位     | カレンミロティック | セン5 | -     | 圏外  | -     | 圏外  | 1,673  | 出走 |

## レース施行前の状況

### 各競走の結果
| 施行日   | レース名                            | 着順 | 競走馬名           |
| -------- | ----------------------------------- | ---- | ------------------ |
| 04月28日 | 第147回天皇賞（春）（GI）           | 1着  | フェノーメノ       |
| 04月28日 | 第147回天皇賞（春）（GI）           | 2着  | トーセンラー       |
| 06月23日 | 第54回宝塚記念（GI）                | 1着  | ゴールドシップ     |
| 06月23日 | 第54回宝塚記念（GI）                | 2着  | ダノンバラード     |
| 09月22日 | 第59回オールカマー（GII）           | 1着  | ヴェルデグリーン   |
| 10月06日 | 第92回凱旋門賞（G1）                | 2着  | オルフェーヴル     |
| 10月06日 | 第92回凱旋門賞（G1）                | 4着  | キズナ             |
| 10月06日 | 第64回毎日王冠（GII）               | 1着  | エイシンフラッシュ |
| 10月06日 | 第48回京都大賞典（GII）             | 1着  | ヒットザターゲット |
| 10月20日 | 第74回菊花賞（GI）                  | 1着  | エピファネイア     |
| 10月20日 | 第74回菊花賞（GI）                  | 2着  | サトノノブレス     |
| 10月27日 | 第148回天皇賞（秋）（GI）           | 1着  | ジャスタウェイ     |
| 10月27日 | 第148回天皇賞（秋）（GI）           | 2着  | ジェンティルドンナ |
| 11月03日 | 第51回アルゼンチン共和国杯（GII）   | 1着  | アスカクリチャン   |
| 11月10日 | 第38回エリザベス女王杯（GI）        | 1着  | メイショウマンボ   |
| 11月10日 | 第38回エリザベス女王杯（GI）        | 2着  | ラキシス           |
| 11月24日 | 第33回ジャパンカップ（GI）          | 1着  | ジェンティルドンナ |
| 11月24日 | 第33回ジャパンカップ（GI）          | 2着  | デニムアンドルビー |
| 11月30日 | 第47回ステイヤーズステークス（GII） | 1着  | デスペラード       |
| 11月30日 | 第49回金鯱賞（GII）                 | 1着  | カレンミロティック |

### 施行直前の状況
この年はファン投票の上位馬に回避が多く、上位20頭のうち出走したのは6頭にとどまり、GI競走の勝ち馬は3頭であった。
2011年の三冠馬でその年の有馬記念などにも優勝したオルフェーヴルは当年の凱旋門賞で2着に敗れた直後に有馬記念を最後に引退することを表明し、2年連続でファン投票1位に選出されこの競走に出走してきた。なお、2012年については凱旋門賞、ジャパンカップの連続2着という激戦からの回復が遅く有馬記念への出走を見送ったため、当年は万全を期すために凱旋門賞からの直行となった。2012年に皐月賞・菊花賞と有馬記念を制したゴールドシップは、当年の宝塚記念に優勝したが、秋は京都大賞典7着、ジャパンカップ15着を経ての出走であり、初めてライアン・ムーア騎手とのコンビで、なおかつブリンカーを着用して挑むこととなった。2011年の天皇賞（秋）優勝馬であるトーセンジョーダンはこの秋は札幌記念13着、天皇賞（秋）11着であったが、ジャパンカップで3着と復調の気配を見せていた。他には、ナカヤマナイト、ダノンバラード、アドマイヤラクティ、ヴェルデグリーン、デスペラード、タマモベストプレイ、カレンミロティックが当年の重賞を制しており、出走16頭中14頭が重賞勝ち馬であった。
その他のGI馬は、フェノーメノとロゴタイプは、GI戦線が本格化する前に秋シーズンの休養を発表した。キズナは当初は出走予定であったものの、特別登録実施日の12月8日に「ダービーや凱旋門賞の時の完調には程遠い」として回避を表明。ジェンティルドンナ、メイショウマンボ、トーセンラー、エピファネイア、ジャスタウェイ、ヴィルシーナも休養に入った。また、ロードカナロアは香港スプリントへの出走を最後に引退することを表明しており、エイシンフラッシュは枠順発表直前に右前球節部の捻挫のために出走を回避し、そのまま引退することとなった。

## 出走馬と枠順
枠順は12月19日に発表された。
2013年12月22日　第5回中山競馬 第8日目 第10競走
天気：晴、馬場状態：良、発走時刻：15時25分
負担重量は4歳以上牡馬・セン馬57kg、4歳以上牝馬及び3歳牡馬55kg、全馬日本（）調教馬。
| 枠番 | 馬番 | 競走馬名           | 性齢  | 騎手           | 調教師     | 単勝オッズ    |
| ---- | ---- | ------------------ | ----- | -------------- | ---------- | ------------- |
| 1    | 1    | ダノンバラード     | 牡5   | 川田将雅       | 池江泰寿   | 40.9（9人）   |
| 1    | 2    | ヴェルデグリーン   | 牡5   | 田辺裕信       | 相沢郁     | 37.4（8人）   |
| 2    | 3    | カレンミロティック | セン5 | 戸崎圭太       | 平田修     | 28.1（6人）   |
| 2    | 4    | ウインバリアシオン | 牡5   | 岩田康誠       | 松永昌博   | 16.1（4人）   |
| 3    | 5    | デスペラード       | 牡5   | 横山典弘       | 安達昭夫   | 33.8（7人）   |
| 3    | 6    | オルフェーヴル     | 牡5   | 池添謙一       | 池江泰寿   | 1.6（1人）    |
| 4    | 7    | タマモベストプレイ | 牡3   | 和田竜二       | 南井克巳   | 113.7（16人） |
| 4    | 8    | ラブリーデイ       | 牡3   | 蛯名正義       | 池江泰寿   | 81.1（14人）  |
| 5    | 9    | ルルーシュ         | 牡5   | 福永祐一       | 藤沢和雄   | 51.2（11人）  |
| 5    | 10   | アドマイヤラクティ | 牡5   | C.ウィリアムズ | 梅田智之   | 14.4（3人）   |
| 6    | 11   | ラブイズブーシェ   | 牡4   | 武豊           | 村山明     | 63.7（12人）  |
| 6    | 12   | テイエムイナズマ   | 牡3   | M・デムーロ    | 福島信晴   | 110.2（15人） |
| 7    | 13   | トゥザグローリー   | 牡6   | C・ルメール    | 池江泰寿   | 63.8（13人）  |
| 7    | 14   | ゴールドシップ     | 牡4   | R.ムーア       | 須貝尚介   | 4.4（2人）    |
| 8    | 15   | ナカヤマナイト     | 牡5   | 柴田善臣       | 二ノ宮敬宇 | 47.5（10人）  |
| 8    | 16   | トーセンジョーダン | 牡7   | 内田博幸       | 池江泰寿   | 24.8（5人）   |

- 出馬表[1]およびオッズ[47]は、スポーツナビのホームページ参照。

## レース結果
- この項目については、JRAホームページ[2]および月刊『優駿』[3]参照

### レース展開
揃ったスタートからゴールドシップが遅れ始めるが、ムーアが手綱をしごいて中団後方にまで順位を上げる。前方ではルルーシュが逃げ、カレンミロティック、ダノンバラード、ナカヤマナイト、ラブリーデイらが追いかける。1番人気に推されたオルフェーヴルはゴールドシップより後ろの後方4番手を折り合いよく進む。向こう正面では単騎で逃げていたルルーシュのリードがなくなる。またウインバリアシオンが順位を下げ、オルフェーヴルと併走する形となる。3コーナーを回るころから、ルルーシュが力尽き後退し、カレンミロティックが先頭に変わり、オルフェーヴルが馬群の外を上がっていき、それに合わせて他馬も上昇を開始する。直線に入るときには既にオルフェーヴルが先頭に立ち、一方的に後続との差を広げていく。最終的には2着のウインバリアシオンに8馬身の差をつけ、有終の美を飾った。3着にはゴールドシップが入った。

### 着順
| 着順 | 馬番 | 競走馬名           | タイム | 着差   | 上がり3ハロン |
| ---- | ---- | ------------------ | ------ | ------ | ------------- |
| 1    | 6    | オルフェーヴル     | 2:32.3 |        | 36.0          |
| 2    | 4    | ウインバリアシオン | 2:33.6 | 8      | 37.3          |
| 3    | 14   | ゴールドシップ     | 2:33.8 | 1.1/2  | 37.8          |
| 4    | 11   | ラブイズブーシェ   | 2:34.2 | 2.1/2  | 37.6          |
| 5    | 7    | タマモベストプレイ | 2:34.3 | クビ   | 38.3          |
| 6    | 3    | カレンミロティック | 2:34.3 | アタマ | 38.7          |
| 7    | 5    | デスペラード       | 2:34.3 | ハナ   | 38.1          |
| 8    | 13   | トゥザグローリー   | 2:34.7 | 2.1/2  | 38.6          |
| 9    | 12   | テイエムイナズマ   | 2:34.9 | 1.1/4  | 37.7          |
| 10   | 2    | ヴェルデグリーン   | 2:34.9 | クビ   | 38.4          |
| 11   | 10   | アドマイヤラクティ | 2:35.3 | 2.1/2  | 39.4          |
| 12   | 8    | ラブリーデイ       | 2:35.5 | 1.1/4  | 39.7          |
| 13   | 15   | ナカヤマナイト     | 2:35.7 | 1.1/2  | 40.0          |
| 14   | 16   | トーセンジョーダン | 2:35.8 | 1/2    | 39.9          |
| 15   | 1    | ダノンバラード     | 2:37.0 | 7      | 41.2          |
| 16   | 9    | ルルーシュ         | 2:42.8 | 大差   | 47.0          |

### タイム
| ハロンタイム      | 6.9 - 11.1 - 12.3 - 11.6 - 12.4 - 12.8 - 12.4 - 12.0 - 11.8 - 12.3 - 12.6 - 11.8 - 12.3 |
| 1000m通過タイム   | 60.8秒（ルルーシュ）                                                                    |
| 上がり4ハロン     | 49.0秒                                                                                  |
| 上がり3ハロン     | 36.7秒                                                                                  |
| 最速上がり3ハロン | 36.0秒                                                                                  |

### 払戻金
| 単勝   | 6      | 160円   |
| 複勝   | 6      | 110円   |
| 複勝   | 4      | 250円   |
| 複勝   | 14     | 170円   |
| 枠連   | 2-3    | 610円   |
| 馬連   | 4-6    | 860円   |
| 馬単   | 6-4    | 1,020円 |
| 3連複  | 4-6-14 | 1,420円 |
| 3連単  | 6-4-14 | 5,240円 |
| ワイド | 4-6    | 350円   |
| ワイド | 6-14   | 250円   |
| ワイド | 4-14   | 950円   |

## 達成された記録
- オルフェーヴルは、史上6頭目となる有馬記念2勝目[48]。隔年での2勝はオグリキャップ以来2頭目[48]。
  - 史上3頭目のグランプリ3勝目[注 2][注 3]
- 優勝馬と2着馬の8馬身差は、2003年のシンボリクリスエス（9馬身）に次ぐ有馬記念史上2位[49]。
- 騎手の池添謙一、調教師の池江泰寿はいずれも有馬記念最多勝に並ぶ3勝目[50][注 4]。
- ステイゴールド産駒は有馬記念3連覇（2011年=オルフェーヴル[22]、2012年=ゴールドシップ[25]、2013年=オルフェーヴル[22]）[52]。また、2011年の有馬記念から2013年の有馬記念までグランプリ5連覇（2012年宝塚記念=オルフェーヴル[22]、2013年宝塚記念=ゴールドシップ[25]）[注 5]。

## 入場者数・レース売り上げ
- 入場人員：12万4782人[53][注 6]
- 売上金：360億7147万7100円[54][注 7]

## その他
- 中山競馬場の全レース終了後に、オルフェーヴルの引退式が行われた[55][56]。
- プレゼンターは東北楽天ゴールデンイーグルスの田中将大が務めた[57][58]。
- JRAの2014年のGIプロモーションCM「The GI story」有馬記念編で当レースが取り上げられ、引退後のオルフェーヴルも出演した[59]。

## テレビ・ラジオ中継
本レースのテレビ・ラジオ放送の実況担当者
- 日本放送協会（NHK）
  - 実況：福澤浩行
- ラジオNIKKEI
  - 実況：舩山陽司
- フジテレビ
  - 実況：青嶋達也
  - 解説：松本ヒロシ（競馬エイト・トラックマン）、岡部幸雄、安藤勝己（ともに元JRA騎手）
  - 勝利ジョッキーインタビュー：吉田伸男
- ニッポン放送
  - 実況：清水久嗣
- ラジオ日本
  - 実況：細淵武揚